# Bothel (Kumbria)
Bothel – wieś w Anglii, w Kumbrii. Leży 28 km na południowy zachód od miasta Carlisle i 415 km na północny zachód od Londynu.